# SVT-40
A SVT-40 (em russo:  Самозарядная винтовка Токарева, образец 1940 года, transl. Samozaryadnaya vintovka Tokareva, obrazets 1940 goda, lit. Fuzil Auto-carregável Tokarev, Modelo 1940) é um fuzil semi-automático soviético utilizado durante a Segunda Guerra Mundial.

## SVT-38
O desenho da arma remonta aos anos 30 quando Fiódor Tokarev desistiu das suas tentativas de desenhar uma espingarda auto-carregadora operada ao recuo, e concentrou-se no princípio de uma arma operada a gás.
Stalin tinha um grande interesse pelas espingardas semi-automáticas de infantaria, e em 1935 uma competição de design foi organizada, no qual foi ganha pelo design de uma espingarda por Serguei Gavrilovitch Simonov, e que foi aceite ao serviço no ano seguinte como AVS-36. Contudo, os problemas com a AVS rapidamente começaram a ser vistas, e uma outra competição foi organizada, no qual ambos Tokarev e Simonov submeteram os seus designs melhorados. Desta vez, a espingarda de Tokarev foi escolhida (talvez parcialmente por Stalin conhecer Tokarev pessoalmente). A espingarda foi aceite para produção sob a designação de SVT-38, e foi-se esperado que esta seria tornada na espingarda padrão do Exército Vermelho. Planos ambiciosos de produção foram estabelecidos: a produção estava planeada para ser aumentada para dois milhões de espingardas por anos em 1943. A produção começou em Tula em 1939.
Tecnicamente, a SVT-38 foi uma arma operada a gás com um pequeno pistão carregado com uma mola por cima do cano e da culatra, sendo assim a primeira arma pioneira desta configuração que se tornaria bastante utilizada; existe uma disputa sobre a exacta primeira vez pelo qual este princípio de operação foi criado, pelo facto do mecanismo da SVT é consideravelmente semelhante aos conceitos contemporâneos de Dieudonne Saive, que viria eventualmente a desenhar a FN FAL, que emprega o mesmo princípio de operação da SVT.
A SVT-38 foi equipada com uma baioneta e um carregador de 10 tiros desmontável. O receptor tinha o topo aberto, que permitia o recarregamento do carregador utilizando os cartuchos da Mosin-Nagant.
Normalmente, três carregadores eram atribuídas com cada espingarda. Funcionalidades avançadas já neste tempo eram: o sistema a gás ajustável, o compensador e a colocação para o telescópio. A versão para atiradores furtivos estava equipada com um telescópio 3,5X, que estava um bocado encurtado ao contrário do telescópio semelhante utilizado nas variantes de atirador furtivo da Mosin-Nagant.

## Em direcção à SVT-40

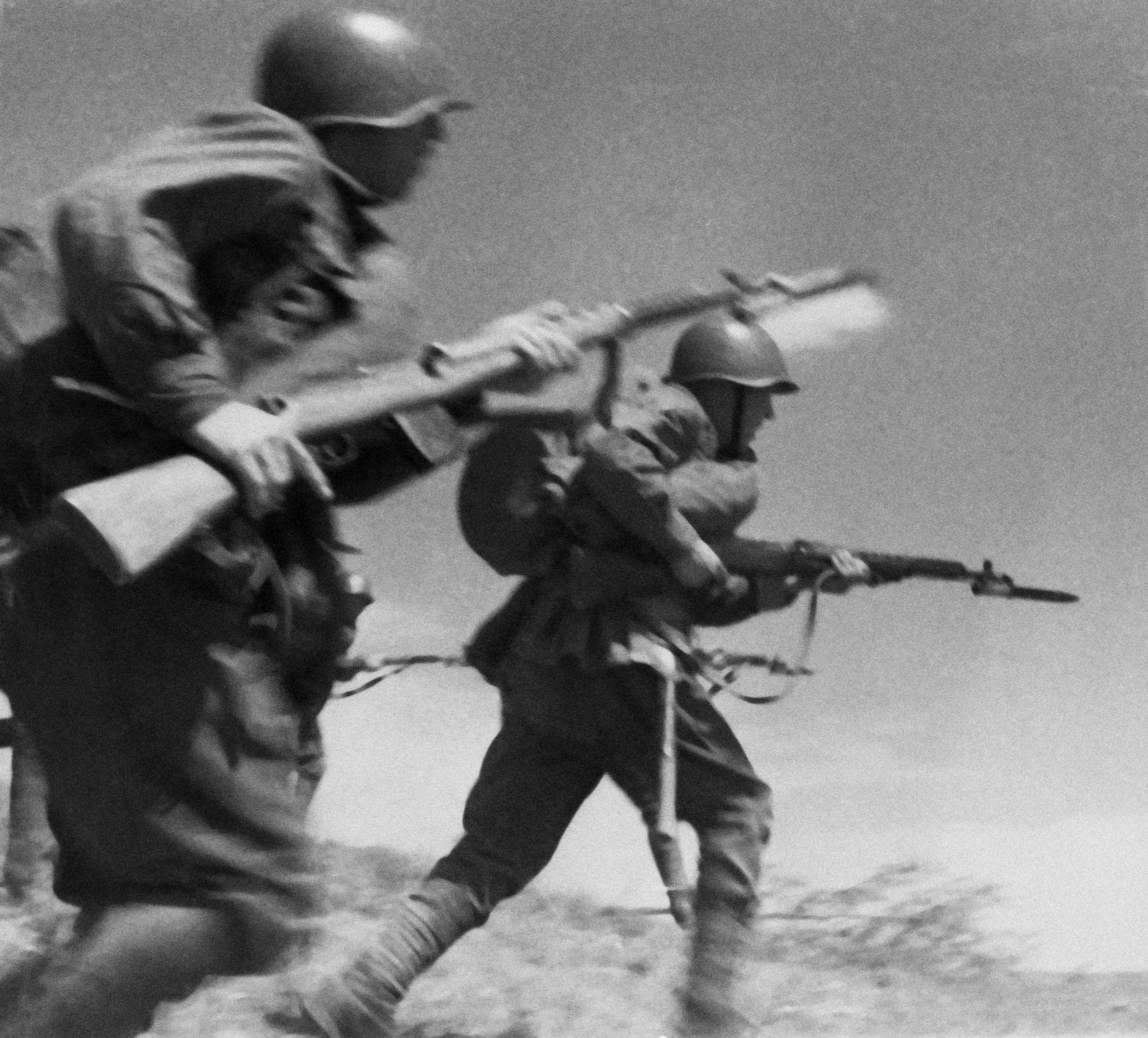
Soldados soviéticos armados com seus SVT-40.

A SVT-38 viu combate na Guerra de Inverno. A reacção inicial das tropas a esta arma foi negativa. Entre os problemas estava o facto de acharem que a espingarda era demasiado comprida, difícil de manter, e as magazines tinham a tendência de cair. Alguns dos problemas podem ser atribuídos ao treino insuficiente e à manutenção incorrecta, mas outros eram obviamente resultado de falhas no desenho da arma.
A produção da SVT-38 terminou em abril de 1940 após 150 mil exemplares terem sido fabricados. Subsequentemente um desenho melhorado, designado de SVT-40, entrou em produção. Era mais refinada, com um desenho mais leve incorporando um magazine modificado. A protecção da mão era agora uma única peça e a barra de limpeza estava agora guarda por baixo do cano. Outras alterações foram efetuadas num esforço para simplificar a produção. A produção desta arma melhorada começou em julho de 1940 em Tula, e mais tarde nas fábricas em Ishevsk e Kovrov. A este tempo, a produção da velha espingarda Mosin-Nagant M91/30 foi descontinuada. Como estas fábricas já tinham experiência em fabricar a SVT-38, a produção cresceu rapidamente e um número estimado de 70.000 SVT-40 foi produzido em 1940.
Aquando a invasão alemã a Junho de 1941, a SVT-40 já estava a ser utilizada pelo Exército Vermelho. Numa divisão  de infantaria soviética TO&E, um terço das espingardas eram supostamente SVTs, embora na prática isto era raramente conseguido. Os primeiros meses da guerra foram desastrosos para a União Soviética, e milhares destas espingardas foram perdidas. Para compensar pelo enorme número de armamento perdido, a produção das velhas espingardas Mosin-Nagant foi reiniciada. Em contraste, a SVT era mais difícil de fabricar, e tropas com apenas treino rudimentar tinham dificuldade em as manter. Em adição, as pistolas-metralhadoras como a PPSh-41 tinham provado o seu valor como armas simples e baratas, mas eficazes para suplementar o poder de fogo da infantaria. Tudo isto conduziu a uma declinação na produção da SVT. Contudo, se os soldados alemães, com a sua inicial falta de espingardas semi-automáticas amigáveis, capturassem esta arma, prefeririam utilizar esta em vez das suas próprias armas. Em 1941, mais de um milhão de SVTs foram produzidas, mas em 1942 o arsenal de Ishevsk parou a produção da SVT para trocar novamente para a produção da Mosin-Nagant 91/30.
Apenas 264 mil SVTs foram fabricadas em 1942 e a produção continuou a diminuir até à ordem de parar a produção finalmente ser dada em janeiro de 1945. A produção total de SVT-38/40 foi provavelmente à volta de 1,6 milhões de exemplares, do qual cerca de 55 mil destes eram a variante de atirador da SVT-40.
No serviço, foi notado que a SVT sofria frequentemente de dispersão de tiros na vertical. Para uma espingarda de atirador, isto era inaceitável e a produção da variante especializada para atiradores foi terminada em 1942. Ao mesmo tempo, a parte metálica para a colocação do telescópio nas espingardas SVT padrão foi descontinuada. Outras alterações de produção incluíam um novo desenho para parar o açaime da arma. Para suplementar a falta de pistolas-metralhadoras no Exército Vermelho, uma versão capaz de fogo automático foi produzida em 1943, designada como AVT-40. Era bastante semelhante à SVT no exterior, mas a sua segurança actuava como um selector de fogo. Um magazine de maior capacidade, de 15 a 20 balas foi desenhada para utilização com a AVT, mas tal não foi confirmado e parece que nenhuns exemplos foram descobertos. No serviço, a AVT provou ser uma desilusão - o fogo automático era bastante incontrolável, e as espingardas por vezes sofriam rupturas sob o aumento da taxa de fogo. A utilização da AVT foi sequencialmente proibida, e a produção da AVT foi relativamente curta. A versão de uma curta carabina (às vezes chamada de SSKT-40) foi concebida em 1940 e produzida num número bastante pequeno, mas mais uma vez isto é algo disputado. Como uma modificação no campo de batalha, as SVT padrão eram por vezes modificadas numa configuração de carabina, com vários graus de sucesso e de qualidade de trabalho. Uma versão de protótipo para utilizar o novo calibre M1943 foi desenvolvida, mas não aceite para produção.

## A SVT fora da União Soviética
O primeiro país além da União Soviética a empregar a SVT foi a Finlândia, que capturou algo como 4 mil SVT-38 durante a Guerra de Inverno, e mais de 15 mil SVT durante a Guerra de Continuação. As SVT viram uma utilização excessiva nas mãos das forças finlandesas, embora rupturas e outros problemas fossem comuns devido ao diferente tipo de munição finlandesa e por vezes pela adaptação incorrecta do sistema de recuo a gás. A Alemanha e outros países do Eixo capturaram milhares de SVTs durante a Segunda Guerra Mundial. Como os alemães estavam com falta de espingardas semi-automáticas de fabricação própria, a SVT (designada como SIG.259(r) pela Wehrmacht) viu uma utilização abrangente nas mãos das forças alemãs ao contrário nas dos seus proprietários anteriores . Os alemães inclusivamente publicaram o seu próprio manual de utilização da SVT.

## Legado
Após a guerra, as SVT foram na maioria removidas do serviço e guardadas nos arsenais e depois mais tarde armazenadas. No serviço soviético, novas armas como a SKS e a AK-47 fizeram rapidamente com que a SVT se tornar-se obsoleta e aparentemente as espingardas já não estavam ao serviço em 1955. Apenas algumas SVTs foram exportadas para aliados soviéticos e clientes. Algumas SVTs foram reportadas como tendo sido utilizadas pelos revolucionários cubanos nos anos 50. O Exército Finlandês reformou a SVT em 1958, e cerca de 7 mil e 500 espingardas foram vendidas aos mercados civis norte-americanos através da Interarms. Isto marcou o fim da SVT no serviço regular. Na União Soviética, as SVT foram mantidas armazenadas até os anos 90, quando várias espingardas foram vendidas juntamente com várias outras armas russas obsoletas. Nos dias de hoje, a SVT está facilmente disponível para coleccionadores e entusiastas.
Embora a sua carreira de serviço relativamente breve, a SVT foi uma arma muito abundante na Frente Leste da Segunda Guerra Mundial, e teve um impacto considerável no desenho europeu de espingardas de batalha durante e imediatamente após a guerra. Armas como a SKS, a sueca AG-42 e a G-43 alemã mostram uma influência óbvia da SVT. A FN-FAL e a sua antecessora 
FN_49 empregam o mesmo mecanismo e princípio de operação que a SVT, embora como mencionado acima, é desconhecido se foram mesmo influenciadas pela SVT. Como uma arma ao serviço, a SVT teve os seus problemas mas pelo outro lado, também as outras espingardas semi-automáticas contemporâneas os tiveram, e a SVT não pode ser realmente descrita como inferior no mercado quando comparada com os seus competidores.

## ‎Ligações externas
- «O SVT-40 em filmes» (em inglês). No Youtube.
- «Teste de precisão do SVT-40» (em inglês). No Youtube.